# Eduard Guth
Johann Daniel Eduard Guth (* 12. Oktober 1810 in Königsberg i. Pr.; † 7. Mai 1865 ebenda) war ein deutscher Autor.

## Leben
Eduard Guth studierte ab Ostern 1834 zunächst Evangelische Theologie, dann Philologie an der Albertus-Universität Königsberg. In den Blättern der Erinnerung (Schmiedeberg) ist ein studentisches Porträtaquarell von ihm erhalten. Er wurde zum Dr. phil. promoviert.
Er war ein Hauptmitarbeiter des 1841 bis 1845 von Alexander Jung herausgegebenen Königsberger Literaturblatts und publizierte dort Rezensionen. Er befasste sich in einem Buch mit der Synodalfrage der Evangelischen Kirche in Preußen, die sich als Staatskirche mit dem Laizismus auseinanderzusetzen hatte und 1845 Evangelische Landeskirche wurde. Alexander Jung  zählte Guth zu „den großen Eremiten, in denen vielleicht die wahren interessantesten Mysterien von Königsberg ruhen“. Im 55. Lebensjahr starb Guth als „Ortsarmer“ im Löbenichtschen Hospital in Königsberg.

## Veröffentlichungen
- Der Geist des Evangeliums und das kirchliche Uebel der Gegenwart mit Bezug auf die Synodal-Angelegenheit. Theile, Königsberg 1845 (Digitalisat).